# Alice's Spooky Adventure
Alice's Spooky Adventure é um curta-metragem de animação produzido nos Estados Unidos, dirigido por Walt Disney e lançado em 1924.

## Sinopse
Uma bola cai acidentalmente em uma casa assombrada e Alice é a única corajosa a entrar para resgatá-la. Lá dentro, a menina vive uma aventura em uma cidade de fantasmas.